# LA音源
LA音源（エルエーおんげん）1987年発売のシンセサイザーD-50に初めて搭載されたローランド初のフルデジタル音源である。未だマシンパワーが限られていたデジタル黎明期の1980年代に小容量PCMと単純波形のオシレータの良いとこ取りをして成功した音源方式で、当時はFM音源に次ぐほどに高い支持を集め、様々な場面で「Fantasia」や「Calliope」を筆頭とする特徴的な音色を聴くことができた。
LA音源はLinear Arithmeticの頭文字をとったもので、アナログシンセサイザーと同じように直感的な音作りを目指し、FM音源のわかりにくさを克服した新しいデジタル音源として多くの支持を集めた。LA音源は本質的にはPCMとDCO（単純波形のデジタル制御オシレータ）のレイヤーで構成されている。D-50のLA音源はLA32と呼ばれる型式のチップとして実装された。その後、デジタルエフェクターなどを省略した下位グレードの製品にもD-50と同等のLA音源チップが搭載された。同一チップによる多品種展開は、1980年代の段階では珍しい製品展開の方法であり、先駆けにもなった。
2004年3月にはVariOS/V-Synthを完全な形でD-50に置き換えるV-Card VC-1も発売されたが、あくまでオプション製品として扱われた。その後、2017年9月29日にRoland BoutiqueシリーズでDCB（Digital Circuit Behavior）テクノロジーを用いてコンパクトかつ忠実にD-50を再現したD-05が発売されたことで、LA音源は現役で使える音源ライブラリの1つとなった。

## 背景
1983年にFM音源を搭載したフルデジタルシンセサイザーであるDX7およびDX9が登場。コストパフォーマンスの高さと、それまでのシンセサイザーの限界を打破するものとして大ヒットし、急激にアナログシンセサイザーの陳腐化が進んだ。
一方で、FM音源の可能性と柔軟性を使いこなすにはオペレータやアルゴリズムといった全く新しい概念を理解する必要があるなど難易度が高く、これがシンセサイザー本来の役割である音の合成という機能から、ユーザーの目を遠ざける事に繋がった。さらに、FM音源のパラメータと音色の変化の間にはカオス的な関係があるため、初期値鋭敏性により僅かなパラメータの差が指数関数的に広がることで結果の予測が困難（設定したパラメータが僅かにずれることで全く異なる音色になる可能性がある）で、目的とする音色に到達するためには、まぐれ当たりを繰り返す根気の強さと、かなりの熟練を要していた。
そこでローランドは、アナログシンセサイザーのような直感的な音作りと、ヤマハが独占していたFM音源に対抗しうる複雑な倍音構成の波形の合成を両立できるデジタル音源の開発に取り組み、誕生したのがLA音源である。未だFM音源が本命とされていた時代にあって、次点としての地位を占めるに至った。当時のメモリのコストの関係で搭載可能なメモリが少ない中でも、本格的なPCM音源の時代の到来を予見させた方式でもあった。

## 特徴

### 線形演算方式
LA音源は、それまでのデジタル音源とは異なり、パラメータの変化に対し、音色の変化が比例関係になるよう作られている。このことがパラメータの変化に対する音色の変化を予測しやすくし、結果として目的とする音色への到達を容易にしている。この扱いやすさは、複雑な倍音の再現を小容量のPCMデータに任せ、FM音源の二重振り子の原理のようなカオス現象（つまりは非線形現象）で複雑な倍音を真正面から計算モデルで再現することを回避したためである。

### ハイブリッド音源
録音と再生の原理を利用したPCM方式を利用すればどんな倍音でも再現できる（結果的にはどんな計算モデルでも敵わない）ことは分かっていたが、当時はメモリの値段が高価であり、膨大なメモリを消費するため、波形のすべてを取り込んで使用することは現実的ではなかった（辛うじてハイエンド製品のKURZWEIL K250が存在した程度である）。
そこでローランドは音色の時間的変化を分析し、自然楽器で最も倍音の変化が大きいアタック部をPCMで、その後に続く周期性の高い波形を矩形波やのこぎり波を使って再現し、両者を組み合わせる事により、少ないメモリで従来の枠を超えた音作りを可能とするハイブリッド方式の音源を完成させた。このこの方法はCT-201をはじめとする初期のカシオトーンに搭載された子音・母音システムの発展系とも見てとれる。PCM片には自然楽器のアタック部だけではなく、複雑な倍音構成を持つ特徴的な波形が多く含まれており、これらを組み合わせることによって、アコースティック楽器の再現にとどまらない、全く新しい音を合成することが可能となった。
また、PCM片として用意された音は搭載される機種の用途や性格によって合理的に選ばれており、アコースティック楽器のサンプリングから効果音、特殊なスペクトルを持つ合成音まで幅広いバリエーションを持ち、LA音源の個性を決定付ける大きな要素となっている。

### パーシャルとストラクチャー
LA音源は、それ1つが従来のモノフォニックシンセサイザーに相当するパーシャルを最小単位とし、これをトータルで32基装備している。このパーシャルを2つもしくは4つ使って1つのトーンを構成し、パーシャルをどう組み合わせるかはストラクチャーによって設定される。
パーシャルは矩形波やのこぎり波を発生させるシンセサイザーサウンドジェネレーターと、PCM片を再生するPCMサウンドジェネレーターの2つのモードを持ち、どちらのモードで動作させるかについても、ストラクチャーによって決定される。

### エフェクトの内蔵
エフェクトも音色の一部であるという考え方から、従来は外部でかけられることが当たり前だったエフェクトを、本体に内蔵している。
D-50系列には高品位なデジタルリバーブとデジタルコーラスに加えイコライザを内蔵し、これらの設定を音色の一部としてパッチに記憶することが出来るようになっている。
D-10系列およびMT-32系列ではデジタルリバーブのみを搭載する。その効果はマルチティンバー音源として利用される同系列では絶大だった。
例外として、ローコストモデルのD-5には唯一、エフェクトが搭載されていない。

### スケーラビリティ
LA音源搭載のシンセサイザーは、20万円を越えプロの使用を前提としたフラッグシップモデルのD-50から、10万円台の中級機種であるD-10、電子ピアノ用拡張音源だった7万円のMT-32に至るまで、すべての機種が同一の音源チップを1つだけ用いて作られていた。また、D-50の1987年からCM-500の1991年まで、全く同一の音源チップが使われ続けていた。
このことは、LA音源がハイエンドに耐える基本性能の高さと、ローエンドにも適用可能なコスト対応力を兼ね備えていることを示している。機種間の差別化はキーデバイスであるLA32チップによらず、エフェクタを含む音質の差や製品の性格に適したPCM片の選抜によって行われた。GS音源であるSC-55が登場するまで、LA音源はローランドの標準音源として同社の多彩な機種展開を支えた。
また、基本性能を決定する音源チップが共通であるということは、プロが使用するシンセサイザーとアマチュアが用いる廉価版のシンセサイザー間の基本性能の差が小さくなることも意味している。特に低価格な音源モジュールが当時の常識を越える高い表現力を備えていたことで、DTMという新しい市場が開拓され、シンセサイザーのパソコン周辺機器としての地位を確立した。

## 構造

### パーシャル
LA音源の最小構成単位はパーシャルと呼ばれ、全部で32基用意されている。図はD-10/D-20/D-110のパーシャルの構成を示す。
```
    PCM------------------------     
                                 /TVA-------output 
   Synth---------TVF----------- /   
                                ↑ ここは切り替え可能
 
    WG           TVF              TVA
```

ストラクチャーによってパーシャルはPCMを再生するPCMサウンドジェネレーターと、従来のアナログシンセサイザー同等の機能を有するシンセサイザーサウンドジェ
ネレーターの2つのモードを切り替えることが出来る。
WGはWave Generatorの略で、アナログシンセサイザーのVCOに相当する部分である。音源波形の生成とピッチの制御を行う部分であり、PCMサウンドジェネレーターの場合はPCM波形を、シンセサイザーサウンドジェネレーターの場合はのこぎり波もしくは矩形波を生成することが出来る。ただしのこぎり波の波形生成は、矩形波をTVFで処理した後に演算によって行われている。
TVFはTime Variant Filterの略で、アナログシンセサイザーのVCFに相当する部分である。WGから入力された波形に対し、カットオフポイントよりも低い周波数のみを通過させ、音色を変化させる役割を持つ。ただし、PCMサウンドジェネレーターを選択した場合には動作させることが出来ない。
TVAはTime Variant Amplifierの略で、アナログシンセサイザーのVCAに相当する部分である。入力された信号の音量を変化させる。
それぞれに対し、独立したエンベロープジェネレータを装備しているため、時間的な変化をピッチ、音色、音量でのそれぞれに対して付けることが出来る。また、打鍵されたキーの位置によって変化速度を調整できるキーフォローも用意されている。

### ストラクチャー
2つのパーシャルの動作モードと組み合わせ方を設定するのがストラクチャーである。1つのトーンに最大4つのパーシャルを使用できるD-10系列では、パーシャル1とパーシャル2で1つ、パーシャル3とパーシャル4で1つの、合計2つのストラクチャーを設定する。
| No. | モード | モード | 組み合わせ方                                        |
| No. | 1(3)   | 2(4)   | 組み合わせ方                                        |
| --- | ------ | ------ | --------------------------------------------------- |
| 1   | S      | S      | 1と2をそのままミックス（両方ともSynth）             |
| 2   | S      | S      | 1と2をリング変調したものと、1をミックス             |
| 3   | P      | S      | 1と2をそのままミックス（ただし1はPCM）              |
| 4   | P      | S      | 1と2をリング変調したものと、1をミックス（1はPCM）   |
| 5   | S      | P      | 1と2をリング変調したものと、1をミックス（1はSynth） |
| 6   | P      | P      | 1と2をそのままミックス（両方ともPCM）               |
| 7   | P      | P      | 1と2をリング変調したものと、1をミックス             |
| 8   | S      | S      | 1を左、2を右からステレオで出力                      |
| 9   | P      | P      | 1を左、2を右からステレオで出力（両方ともPCM）       |
| 10  | S      | S      | 1と2をリング変調したもの（両方ともSynth）           |
| 11  | P      | S      | 1と2をリング変調したもの（1はPCM）                  |
| 12  | S      | P      | 1と2をリング変調したもの（1はSynth）                |
| 13  | P      | P      | 1と2をリング変調したもの（両方ともPCM）             |

1つのトーンには4つまでのパーシャルを組み合わせることが可能で、さらに1つのパッチにはアッパートーンとロワートーンの2つのトーンを組み合わせることが可能である。従って1つの音色に対して最大8パーシャルまで重ねることが可能となる。ただし、パーシャルは全部で32基しかないため、この場合の最大同時発音数は4音となる。

### リングモジュレータ
LA音源にはリングモジュレータが装備されており、2つのパーシャルから複雑な倍音を持つ波形を生成することが可能である。リングモジュレータは2つの入力信号の積を出力する変調器の一種で、入力波形の周波数比によって、出力波形の倍音構成が大きく変わる。
LA音源の場合、リングモジュレータの出力は直ちにTVAに入るため、音色を調整するTVFを利用できないことからその応用には限界がある。エレクトリックピアノのアタック部の再現や、打楽器などへの応用例がある。

## 音色パラメータの互換性
LA音源は大きく分けて、D-50/D-550の系列、D-10/D-20/D-110/D-5の系列、MT-32/CM-32L/CM-64の系列、そしてD-70の4つのシリーズが存在する。それぞれのシリーズ間で音色パラメータの互換性はない。
D-50とMT-32、そしてD-10の3つの系列は、LA32という共通する音源チップを搭載しているため基本的な構造は同じである。ただし、PCM片の数や種類、音質に大きな差があるため、これを利用した音色については移植すら難しい。

### D-50系列とD-10系列の比較
D-50系列がライブパフォーマンス向きのシンセサイザーであるのに対し、D-10系列はマルチティンバー音源としての性格が強いため、出来るだけ少ないパーシャルで完成度の高い音を作ることが出来るようになっている。
- PCM片が全く異なる。PCM片の種類はD-50系列の100に対し、D-10系列では256。
- 1つのトーンに割り当てることの出来るパーシャルの数について、D-10系列が4つまでであるのに対し、D-50系列は2つまでとなっている。
- LFOおよびピッチエンベロープのパラメータについて、D-10系列がパーシャル単位で用意されているのに対し、D-50系列ではアッパートーンとロワートーンごとの2パーシャル単位でしか用意されていない。
- D-10系列がLFOをピッチにしかかけることが出来ないのに対し、D-50系列ではWG、TVF、TVAに独立した3つのLFOを持っている。またWGのLFOはパルスウィズにもかけることが出来るので、PWMを行うことが可能である。
- ストラクチャーの数は、D-10系列が13、D-50系列が7である。D-10系列ではステレオ出力もストラクチャーで設定するが、D-50系列では別にアウトプットモードというパラメータが用意されている。
- D-50系列には、D-10系列にはないアフタータッチとポルタメントに関するパラメータが用意されている。

### D-10系列とMT-32系列の比較
- PCM片が全く異なる。PCM片の種類はD-10系列の256に対し、MT-32系列が128。また、単純な数の問題ではなく、D-10系列のPCM片はMT-32系列のPCMに比べて音の単位が細かく、音色作成の自由度が高い一方でパーシャルの消費は大きくなる。MT-32系列の場合はこの逆で、パーシャルの消費は少ない代わりに、音色作成の自由度は小さくなる傾向がある。これは、D-10系列がライブパフォーマンスや、音色の自作をある程度想定していたのに対し、MT-32系列は単体では演奏をすることも、音色エディットも出来ないため、音作りの自由度よりも、同時発音数を確保するために使用するパーシャル数の削減が優先された結果と考えられる。
- シンセサイザーサウンドジェネレーターのパラメータには互換性がある。

## Advanced LA音源
1990年に登場したSuperLAシンセサイザーD-70に搭載された音源。名称にLAを含んではいるが、実際にはU-20に搭載されたRS-PCM音源にTVFが使えるようになったものという位置付けが正しく、LA音源の特徴であるパーシャルやストラクチャーは存在しない。
またPCMとシンセサイザーを組み合わせるというハイブリッド音源としての性格も薄くなり、結果としてこれまでのLA音源とは音色作成のアプローチが全く異なる。

### 特徴
- PCMに対してTVFをかけることが出来なかった従来のLA音源に対し、Advanced LA音源ではPCMにTVFをかけることが出来るようになった。この結果、シンセサイザーとPCMというハイブリッド構成の意味がなくなり、WGはPCMで一本化されることになる。PCMにシンセサイザーの基本波形（のこぎり波および矩形波）を持たせることで従来と同じ音色の作成方法が踏襲されてはいるが、従来のLA音源とは期待される役割は大きく異なっている。
- WGがPCMに一本化されたことにより、パルスウィズのような時間的な波形変化を与えることが出来なくなった。よってPWMが可能なLA音源はD-50系列のみとなってしまった。
- 新規に搭載されたDLM（Differential Loop Modulation）によって、PCM波形から全く新しい倍音を生成することが可能。DLMは、PCM波形の読み出し点と読み出し長の2つを設定し、そこで切り出された波形をある規則でループするというもので、非整数次の倍音や超低周波の波形を新たに生成できる可能性がある。ただし、パラメータと生成される波形の間には規則性が少なく、予測不可能な偶然性に頼らざるを得ない点でもLA音源の目指したものから外れている。
- パーシャルとストラクチャーは、トーンとトーンパレットに改められた。従来のパーシャルは複数の組み合わせによってトーンを完成させたが、Advanced LA音源では単一のパーシャルで既にトーンとしての完成度を持っているため、パーシャルは廃止された。またストラクチャーについては、よりトーンの独立性を強くしたトーンパレットという形に改められたが、リングモジュレータも削除されているため、その機能は単純にトーンを束ねるという役割しか持たない。
- PCMはU-20などの音源であるRS-PCMを採用しており、U-110/U-220/U-20用のRS-PCMカードによって波形の拡張が可能になっている。
- TVFは、従来のLPFだけではなく、BPF、HPF、BYPASSの機能も選択できるマルチモードTVFが搭載された。また発振可能なレゾナンスも用意されている。
- スライダーなどで変化させたパラメータに対し、発音中の音もリアルタイムで変化するようになった。

## LA音源の位置付けと評価
歴史的に見た場合、動作が不安定であるという、道具として致命的な欠点を持つアナログシンセサイザーを、安定した動作を期待できるようデジタル化し、さらには生音を再現する、という高度化の流れの中で登場した、技術的に過渡的の音源の1つである。
ヤマハが当時の半導体技術でシンセサイザーをデジタル化するために、アナログシンセサイザーで十分に理解されていた減算方式を採用せずFM方式を採用したことは、単純なカオス現象の計算モデルから複雑な波形を作り出す方法で個性的な音を作り出せるというメリットの反面、その扱いにくさをユーザーの歩み寄りで解決を図ったものと言える。
LA音源は、減算方式のシンセサイザーをデジタル化することに成功し、従来のデジタル音源の欠点である扱いにくさを克服した。また、リアルな音を得るためのアプローチとして、部分的なPCM波形と周期的な波形を生成するシンセサイザーを組み合わせて再現しようとしている点が斬新だった。しかし、これも当時高価だったメモリの使用量を出来るだけ押さえ、どうしてもPCMでなければならない波形だけに使用を限定したという苦肉の策とも言える。
LA音源にも存在する、過渡的なデジタル音源という評価は、半導体技術が進歩し、大容量のメモリを安価に、少ない部品で搭載出来る時代の訪れと共に、すべての波形をPCMで取り込んでリアルな音を手軽に再現できるプレイバックサンプラーがシンセサイザーの主力となったことでも裏付けられた。このことで失われることになった「音を合成する能力」に対する優先度の低下と相まって、シンセサイザーはその役割と性格を変貌させていった。その後のシンセサイザーの音色はPCMを用いた減算方式が主流になった。従って、完全な演算による発振が得意とする、フィルタ加工のみでは得られない、倍音列の構成そのものが時間と共に複雑に変化することで、現実と非現実の狭間を表現する能力に関しては、むしろ大幅に低下して行ったと言える。
ただ、FM音源と同様に、楽器としてのLA音源は、LA音源でしか生み出せない音を数多く生み出した。強調されたアタック部が印象的な音、特殊なスペクトルを持つ音、非整数次の倍音を持つ音は、すべてLA音源の特徴から生み出された音であり、FantasiaやCalliopeといった定番の音色は、当時から多くの支持を集め現在でも多用されている。
また、LA音源は同時発音数の制限を、同時に使用されているトーンの合計による制限ではなく、トーンを構成するパーシャルの同時使用数による制限に改めることが可能な音源で、これが現在主流となっているマルチティンバー機能の実現に大きく寄与している。マルチティンバー機能は、それまで高価なシンセサイザーをパートの数だけ用意しなければならなかった音楽制作の常識を覆し、1台で複数のパートを演奏する事が可能となった。これにより、パソコンと組み合わせてデスクトップミュージックという新しいジャンルが確立されることになり、音楽制作現場の劇的な環境変化を生み出すと共に、多くのアマチュアが趣味として本格的な音楽制作に取り組むきっかけを作った。
このように、直感的な理解と低価格でリアルな音を出すという、それまでのシンセサイザーでは難しかったことを実現するために生まれたLA音源は、当時のミュージックシーンや、現在のシンセサイザーや音楽制作環境に大きな影響を与えた。

## 主なLA音源搭載機種

### D-50/D-550
1987年発売。ローランド初のフルデジタルシンセサイザーであり、またLA音源を初めて搭載するシンセサイザーとして誕生した。
D-50は61鍵ベロシティ、アフタータッチ対応鍵盤を持ち、当時としては大型のLCDとジョイスティックにより操作性も高かった。当時の価格は238,000円。D-550は2Uラックマウントタイプの音源モジュールで当時の価格は198,000円。音源チップにはLA32（MB87136）を、PCMを格納するROMには合計4Mbitの容量を搭載している。また、LA音源のコンセプトの1つであるエフェクトにも22bit内部演算、20bit出力という高品位なものが与えられている。
当時アナログシンセサイザーかデジタルシンセサイザーのFM音源のDXシリーズぐらいしか存在せず、その限界が見え始めた当時のシンセサイザー界に第3の選択肢を提案した事と、それまで誰も耳にしたことのない個性的な音がミュージックシーンに必要不可欠となった。現在も多くのミュージシャンが愛用している。さらに2004年3月にはVariOS/V-Synthを完全な形でD-50に置き換えるV-CardVC-1が発売され、D-50は21世紀に復活を遂げた。

### MT-32
1987年発売。D-50に数か月遅れて登場した音源モジュール。当時の価格は69,000円。電子ピアノの拡張音源を想定して開発され、同時に用意された専用シーケンサーとの組み合わせで伴奏を行うことを狙っていた。
D-50と同じく音源チップにLA32を用いており、初期型はD-50と同じ80ピンPGAパッケージのものが搭載されていた。後期型では100ピンQFPパッケージに置き換わっている。PCM片を格納するROMもD-50と同容量の合計4Mbit。ただし、D-50とはPCM片の種類や数にはかなりの違いがある。
初のマルチティンバー機能を搭載している。これは1台のシンセサイザーが複数台分のポリフォニックシンセサイザーとして機能するもので、複数のパートに対し、各々が要求する発音数を動的に割り当てるダイナミックボイスアロケーション機能によって実現している。これ以前にも1台で複数のパートを発音出来るシンセサイザーは存在したが、それぞれのパートで同時発音数が固定されており、他のパートで発音数が余っていても、不足しているパートに融通することはできなかった。
マルチティンバー音源では、そのパートの同時発音数が、音源モジュール全体の同時発音数の合計を超えない範囲で各パート間で融通されるため、小型・低価格で高い表現力を実現出来る。
LA音源の場合、トーンごとに使用されているパーシャルの数は異なっているため、同時に発音するパーシャルの数が32を超えない範囲であれば、すべてのパートの音が発音される。これを積極的に利用し、多くの和音が必要なパートには少ないパーシャルを、単音でもリッチで存在感のある音が必要なパートには多くのパーシャルを用いるようにトーンを作り込んでおくと、無駄のない同時発音数の割り当てが可能となる。
ただ、同時に使用されるパーシャル数が32を超えるような場合には、発音されない音が発生する。それがベースやメロディのような単音のパートの場合には楽曲として成立しないため、各パートに対してパーシャルを予約しておくパーシャルリザーブも可能となっている。
1988年にはMT-32とMIDIインターフェースボード、シーケンスソフトを同梱したオールインワンパッケージミュージくんが発売され大ヒットする。従来ならそれなりの機材が多数要求された音楽制作の世界に、パソコンとマルチティンバー音源の組み合わせによってダウンサイジングされたシステムの登場は画期的で、デスクトップミュージックという新しいジャンルの先駆けとなった。

### MT-100
1988年発売。MT-32相当の音源とMIDIシーケンサーを一体化した製品で、電子ピアノの拡張機器を想定されていた。シーケンサー部は内蔵メモリに17,000音、外部記憶装置のクイックディスクに両面で17,000音を記憶可能。トラック数は録再可能な2トラックに再生専用の2トラックという構成。このことからも、MC-500などの本格的なMIDIシーケンサーとは根本的に異なるものである。

### LAPC-I
1988年発売。すでに業界標準となっていたMIDIインターフェースであるMPU-401と、MT-32相当の音源を8ビットのISAカードに搭載した、IBM-PC内蔵用のLA音源ボードである。

### D-10/D-20/D-110
1988年発売。D-50やMT-32と同じLA32を音源チップに持つ中級機種。D-10は61鍵ベロシティ対応鍵盤を持ち、リズムマシンを内蔵する。鍵盤はアフタータッチ非対応。当時の価格は128,000円で、物品税廃止に伴い119,000円に改定。
D-20はD-10に8トラックのシーケンサーと2DDのフロッピーディスクドライブを搭載したもの。当時の価格は178,000円で、物品税廃止に伴い165,000円に改定。
D-110はD-10をベースにした1Uラックマウントタイプの音源モジュール。当時の価格は89,800円で物品税廃止に伴い83,000円に改定。D-10やD-20とは違いマルチティンバー専用の音源で、パラアウトを持つことが特徴である。
音源部のアーキテクチャはMT-32に近く、シンセサイザーサウンドジェネレーターのパラメータには互換性がある。しかしPCM片の種類や個数には大きな差があるため、最終的な音色データに互換性はない。
D-10とD-20にはMT-32相当のマルチティンバーモードと、ライブパフォーマンスでの使用を前提としたパフォーマンスモードの両方のモードをフロントパネルのスイッチによって切り替えることができ、その点ではD-50のパフォーマンス性能と、MT-32のデスクトップミュージック用音源性能の両方を折衷したシンセサイザーを目指していた。
D-20の8トラックシーケンサーはパンチイン・パンチアウトも可能で、2DDのフロッピーディスクドライブを搭載する本格的なものだった。一方でステップ入力が出来ず、また処理能力の不足からテンポがずれる、発音が遅れるなどの問題を抱えていたため、実用的ではなかった。

### CM-64/CM-32L
1989年発売。MT-32の後継機で、デスクトップミュージック用の音源として開発されたことから、LCDなどの表示デバイスも操作のためのキーもなく、音量つまみとランプ、電源スイッチのみというシンプルなものとなっている。
CM-32Lは従来のMT-32が持つ音色にSE音色を追加して表示部やスイッチ等を省いたもの。当時の価格は69,000円。
CM-64はCM-32LとRS-PCM音源のCM-32Pを合わせたもので、別売りのRS-PCMカードを使って波形の追加も可能だった。CM-64は最大同時発音数がLA音源部32音、RS-PCM部31音と当時最強を誇った音源でもあり、LA音源とPCM音源の組み合わせによる大きな表現力は、デスクトップミュージックの世界に新しい可能性を開くと共に、パソコンの拡張音源としてゲームなどが標準音源として対応するなど、事実上のデファクトスタンダードとなった。当時の価格は129,000円。
MT-32に代わって、CM-32LやCM-64を同梱したオールインワンパッケージはミュージ郎として発売され、ミュージくんと同様、ベストセラーとなった。

### D-5
1989年発売。D-10をベースにした小型軽量、低価格のシンセサイザーで、Dシリーズでは唯一ACアダプタで動作する。当時の価格は99,800円。
基本的にはD-10と同じだが、デジタルリバーブを内蔵しておらず、貴重な同時発音数を消費して擬似的なエフェクトをかけることで代用していた。
CMキャラクターにプリンセス・プリンセスのキーボディストである今野登茂子を大々的に起用し、ローランドとしては異例のCM展開をし、バンドブームに沸く若者に広くアピールを試みた。
主な使用者としては、P-MODEL時代のことぶき光がいる。

### E-10/E-20/PRO-E/E-5/E-30
Eシリーズはローランドが発売していた、自動的に伴奏を付ける「インテリジェントアレンジャー」機能を搭載したシンセサイザーである。その初期モデルの音源としてLA音源が使用されていた。
いずれの機種もLA32チップを用いたLA音源を搭載しているが、自動伴奏やアレンジ機能が主であるため、音色の合成などシンセサイザーとしての機能には限界がある。
E-10とE-20は1989年、PRO-E/E-5/E-30は1990年発売。

### D-70
1990年発売。D-50の後継機種で、ライブパフォーマンス指向のフラッグシップモデルとして誕生した、Dシリーズ最後の機種。当時の希望小売価格は250,000円(税別)。マスターキーボード機能を強化した76鍵ベロシティ、アフタータッチ対応鍵盤を持ち、リアルタイムで音色を変化させることの出来るスライダーや大型のLCDを搭載している。D-70は76鍵という大型の鍵盤とAdvanced LA音源という音源の組み合わせによってパフォーマンスプレイに最適化された傾向が強い。そのため、同時期のシンセサイザーに比べてもマルチティンバー音源としての性能は控えめである。さらに音源だけを使用することに意味がないという考えから、単独の音源モジュールは登場しなかった。D-70は「SuperLAシンセサイザー」、その音源は「Advanced LA音源」と呼ばれている。実際にはRS-PCM音源を持つU-20にTVFが使えるようになったものであり、LA32チップを搭載するこれまでのLA音源と直接の関連はない。U-20用のRS-PCMカードを使ってPCM波形を追加する事が可能であり、DLMによって新しい波形を作り出すことが出来るという点で、これまでのDシリーズとも、またUシリーズとも違った個性を持っていた。一方、ライブパフォーマンスを重視したシンセサイザーでありながら、最大28音ポリフォニック、5パート+1リズムのマルチティンバー機能を搭載しており、スタジオでの活用も考慮されていた。コルグのM1によって市民権を得た、プレイバックサンプラーから発展したシンセサイザーは、メモリの低価格化によって、非常に高品位なPCM波形を潤沢に内蔵できるようになった。このことは、手軽にリアルな音が誰にでも扱えるようになった反面、シンセサイザーが本来持っていた音を合成するという能力は、重要視されなくなってしまう。ローランドは、当初プレイバックサンプラーとシンセサイザーを明確に分ける姿勢を見せていた。しかし、D-70でこれらを統合した。この事は、シンセサイザーはまずPCM再生機であるべき、という時代の到来を示していた。

### LAPC-N
1991年発売。業界標準となっていたMIDIインターフェースボードであるMPU-PC98（MPU-401のPC-9801専用タイプ）と、CM-32L相当の音源をPC-9801のCバスカードに搭載した、PC-9801内蔵用のLA音源ボードである。
「ミュージ郎Jr.BOARD」というパッケージにも同梱されていた。

### CM-32LN
1991年発売。PC-9801シリーズのノート型モデルに用意されていた110ピン拡張コネクタに直結することが可能なCM-32L相当のLA音源モジュールで、「ミュージ郎Jr.NOTE」というパッケージにも同梱されていた。
本体の下に設置することを想定した大きさになっており、非常にコンパクトなDTM環境を構築することが出来た。また、MIDIインターフェースも搭載しているため、デスクトップ機に比べて機能的にも遜色がない。

### CM-500
1991年発売。CM-64の後継として誕生したデスクトップミュージック用の音源モジュール。CM-32L相当のLA音源はCM-64内蔵のLA音源とも同等であるが、PCM音源はGS音源であるSC-55相当になっている。
CM-64との互換性を維持するために、背面のスイッチによって4つのモードを切り替えることが可能。
Mode A
MIDIチャネル1と11-16をGS、MIDIチャネル2-10をGSとLA音源両方に割り当て
Mode B
CM-64モード（MIDIチャネル2-10をLA音源、MIDIチャネル11-16をパッチの列びをCM-32PにあわせたGSに割り当て）
Mode C
CM-300モード（MIDIチャネル1-16をGSに割り当て）
Mode D
MIDIチャネル1-10をGSに、MIDIチャネル11-16をLA音源に割り当て
GS音源は音源波形の拡張を行えない仕様であるため、CM-500も波形の追加は出来ない。
回路構成上GS音源部とLA音源部をそのまま並列に接続した形態であり、それに由来してノイズが大きい事が知られている。